# Carbon Hill (Ohio)
Carbon Hill – jednostka osadnicza w Stanach Zjednoczonych, w stanie Ohio, w hrabstwie Hocking.